# The Year My Voice Broke
Pour plus de détails, voir Fiche technique et Distribution.
The Year My Voice Broke est un film australien réalisé par John Duigan, sorti en 1987. 

## Fiche technique
- Musique : Christine Woodruff
- Production : Barbara Gibbs, Terry Hayes
- Langue : anglais

## Distribution
- Noah Taylor : Danny Embling
- Loene Carmen : Freya Olson
- Ben Mendelsohn : Trevor Leishman
- Graeme Blundell : Nils Olson
- Lynette Curran : Anne Olson
- Malcolm Robertson : Bruce Embling
- Judi Farr : Sheila Embling
- Tim Robertson : Bob Leishman
- Bruce Spence : Jonah
- Harold Hopkins : Tom Alcock
- Nick Tate : Sergent Pierce